# Gustave Depoorter
Gustave Depoorter est un footballeur français né le 21 mars 1921 à Bordeaux et mort le 6 novembre 2007 à l'âge de 86 ans. Il évoluait au poste de gardien de but.

## Biographie
Gardien légendaire des Girondins de Bordeaux dans les années 1940 et 1950, il remporte avec son club le championnat de France en 1950, le premier sacre national du club au scapulaire.

## Palmarès
- Champion de France en 1950 avec les Girondins de Bordeaux